# La Dolce Villa
La Dolce Villa je americká filmová romantická komedie z roku 2025, kterou režíroval Mark Waters. Hrají v ní Scott Foley, Violante Placido a Maia Reficco. Film byl uveden na Netflixu 13. února 2025.

## Děj
Americký vdovec Eric Field, majitel poradenské firmy pro restaurace, odjíždí do Itálie, aby zastavil svou 24letou dceru Liv před tím, že utratí dědictví za opravu staré vily. Liv pracovala po Itálii a náhodou objevila vesnici Montezara, kde chtějí přilákat nové obyvatele prodejem opuštěných domů za 1 euro.
Zatímco si vilu prohlížejí, setkají se se starostkou Francescou, která jim pomáhá s výběrem. Liv se zamiluje do neoficiálně nabízeného domu, a Eric, ač skeptický, s koupí souhlasí a zůstává ji měsíc pomáhat. Mezitím poznává Francescu, také vdovu, a pomalu se sbližují.
Liv trvá na tom, aby měl otec odstup, a tak se Eric rozhodne odejít. Ještě předtím však navrhne, aby Liv ve vile otevřela kulinářskou školu. Pozve i místního kuchaře Giovanniho a přesvědčí dceru, že projekt může být přínosný.
Eric s Francescou spolu tráví čas, ale ona si chce udržet profesní vztah. Později však podlehne citům. Mezitím se Liv dozvídá, že získala stáž v Římě, a Francesca pomohla s přestavbou bez souhlasu místního úředníka Bernarda, který žárlí.
Bernardo se pokusí projekt sabotovat tvrzením, že dům patří americkým dědicům, rodině Longo. Eric jim nabídne vilu, pokud zaplatí opravy. Odcestuje, ale Francesca brzy zjistí, že Longovi patří jiný dům. Dožene Erica na nádraží a oba si vyznají lásku.
O několik měsíců později, po úspěšném spojení Ericovy firmy s konkurencí, všichni společně oslavují otevření nové kulinářské školy v Montezaře.